# Pat Cadigan

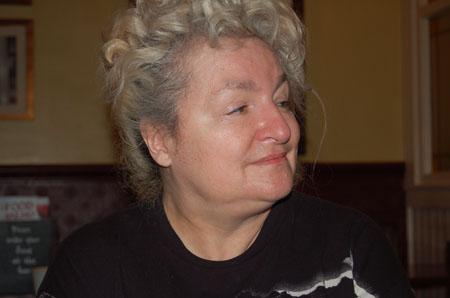
Pat Cadigan, 2007

Pat Cadigan (sinh ngày 10 tháng 9 năm 1953; 63 tuổi) là một nhà văn, tác giả khoa học viễn tưởng người Mỹ. Tiểu thuyết và truyện ngắn của bà đều có chung một chủ đề khám phá trí tuệ con người và công nghệ hiện đại.

## Đời tư
Cadigan sinh ra ở Schenectady, New York và lớn lên ở Fitchburg, Massachusetts. Bà được đào tạo tại Đại học Massachusetts Amherst và Đại học Kansas (KU), nơi bà học và viết tiểu thuyết về thể loại khoa học viễn tưởng.
Cadigan gặp Rufus Cadigan khi còn học đại học và sau đó kết hôn; cả hai ly dị ngay sau khi bà tốt nghiệp KU năm 1975. Cùng năm đó, Cadigan tham gia ủy ban hội của Hội nghị khoa học viễn tưởng thế giới lần thứ 34 MidAmeriCon, được tổ chức tại Kansas City, Missouri, vào cuối tuần lễ Lao động năm 1976; bà hoạt động trong ủy ban với tư cách là khách mời của nhà văn Robert A. Heinlein trong hội, đồng thời bà cũng làm việc cho nhà văn giả tưởng Tom Reamy tại công ty của ông. Sau khi Reamy mất vào năm 1977, Cadigan bắt đầu sự nghiệp nhà văn. Vào cuối những năm 1970 và đầu những năm 1980, bà đã biên tập cho tạp chí khoa học viễn tưởng Chacal với Shayol và người chồng thứ hai, Arnie Fenner.

## Sự nghiệp
Cadigan đã bán cuốn tiểu thuyết khoa học viễn tưởng đầu tiên của vào năm 1980. Bà chuyển đến Luân Đôn ở Anh cùng con trai Rob Fenner vào năm 1996 sau khi kết hôn người chồng thứ ba, Christopher Fowler. Bà trở thành công dân Anh vào cuối năm 2014.
Tiểu thuyết đầu tiên có tên Mindplayers, cuốn mà bà giới thiệu về chủ đề chung cho tất cả các tác phẩm của bà: những câu chuyện có ranh giới giữa thực tế và tâm trí con người, biến nhận thức thành nơi khám phá. Cuốn tiểu thuyết thứ hai của bà, Synners, mở rộng theo một chủ đề; công nghệ có thể đi vào tương lai thông qua tâm trí con người, mang đến những mảng thể loại cyberpunk không có hồi kết.
Cadigan đã giành được một số giải thưởng. Bao gồm giải Hugo 2013 cho The Girl-Thing Who Went Out for Sushi trong hạng mục Tiểu thuyết hay nhất, được trình bày tại Hội nghị khoa học viễn tưởng thế giới lần thứ 71 LoneStarCon 3, tổ chức tại San Antonio, Texas vào cuối tuần ngày Lao động 2013, và giải Arthur C. Clarke cho cả năm 1992, 1995 cho tiểu thuyết Synnera and Fools.
Robert A. Heinlein đã dành tặng cuốn tiểu thuyết năm 1982 cho Cadigan sau khi bà là khách mời của ông tại Worldcon lần thứ 14.

## Sức khỏe
Năm 2013, bà được chẩn đoán mắc căn bệnh ung thư.